# Міжнародний конкурс артистів балету та хореографів імені Сержа Лифаря
Міжнародний конкурс артистів балету та хореографів імені Сержа Лифаря — міжнародний фестиваль балетного мистецтва, присвячений пам'яті видатного артиста балету XX століття українця Сергія Лифаря.

## Історія
Первісно фестиваль відбувався у Києві, заснований 1994 року мистецтвознавцем академіком Юрієм Станішевським, і традиційно проходив під патронатом Всесвітньої Ради танцю ЮНЕСКО. Серед співзасновників конкурсу — Міністерство культури і туризму України, Національна опера України й Українська академія танцю. Був включений до реєстру найпрестижніших міжнародних хореографічних конкурсів. Конкурс проводився у Києві раз на два роки, однак у 2006 році фестиваль припинив своє існування.
2011 року фестиваль буде відроджений за особистою ініціативою майстра балетного мистецтва Вадима Писарєва. Відтепер фестиваль буде проводитись в Донецьку на сцені Театру опери і балету імені Антолія Солов'яненка. Крім того значно зріс призовий фонд фестивалю, який становить 110 тисяч доларів США. Вперше Гран-прі конкурсу складе 20 тисяч доларів США, а перша премія конкурсу хореографів — 10 тисяч доларів США, вона буде присуджена балетмейстеру за найкращу постановку хореографічного твору на музику композитора. Очолить журі конкурсу Юрій Григорович.